# Notre monde
 (juillet 2021).
Pour plus de détails, voir Fiche technique et Distribution.
Notre monde est un documentaire français écrit et réalisé par Thomas Lacoste sorti le 13 mars 2013 en France et le 11 décembre 2013 en Suisse.
Le film est décrit par son réalisateur comme un Ciné-frontières. La notion, élaborée par Thomas Lacoste, désigne des films associant entretiens, fictions, littératures, œuvres picturales et créations sonores assurant la présence de différentes lignes ou véhicules narratifs au sein d’une même œuvre cinématographique se jouant des frontières de genre et refusant toutes naturalisations notamment entre fiction et documentaire.

## Synopsis
C'est l'analyse du monde, de ses dysfonctionnements ainsi que des alternatives possibles, par des chercheurs (philosophes, sociologues, historiens, anthropologues, etc.) et des praticiens (médecins, juges, écrivains, etc.)[réf. nécessaire].

## Fiche technique
- Titre original : Notre Monde
- Réalisateur : Thomas Lacoste
- Scénario : Thomas Lacoste d'après un texte issu de Trois femmes puissantes) de Marie Ndiaye
- Photographie : Irina Lubtchansky
- Montage : Thomas Lacoste
- Son : Rosalie Revoyre
- Musiques : Olivier Samouillan (Art Melodies)
- Producteurs : Robert Guédiguian, Blanche Guichou, Thomas Lacoste, Julie Paratian et Patrick Sobelman
- Sociétés de production : Agat Films, La Bande Passante & Sister Productions
- Société de distribution : Shellac
- Communication graphique : Simon Gréau
- Pays d'origine :  France
- Durée : 119 minutes
- Dates de sortie :
  -  France : 13 mars 2013
  -  Suisse : 11 décembre 2013

## Distribution
- Marianne Denicourt : la lectrice / la femme à la caméra / Marianne (la citoyenne)
- Éric Alt : le magistrat
- Étienne Balibar : le philosophe
- Hourya Bentouhami : la philosophe
- Luc Boltanski : le sociologue
- Matthieu Bonduelle : le magistrat
- Laurent Bonelli : le sociologue
- Michel Butel : l'écrivain
- Barbara Cassin : la philosophe
- Robert Castel : le sociologue
- Monique Chemillier-Gendreau : la juriste
- François Chesnais : l'économiste
- Claude Corman : le médecin
- Anaïs De Courson : la présentatrice / l'hôte
- Thomas Coutrot : l'économiste
- Christophe Dejours : le psychiatre
- Keith Dixon : le sociologue
- Elsa Dorlin : la philosophe
- Jean-Pierre Dubois : le juriste
- Mathilde Dupré : la plaidoyère
- Eric Fassin : le sociologue
- Bastien François : le constitutionnaliste
- Susan George : l'écrivaine
- François Gèze : l'éditeur
- Jean-Luc Godard : le cinéaste
- André Grimaldi : le médecin
- Nacira Guénif-Souilamas : la sociologue
- Patrick Henriot : le magistrat
- Françoise Héritier : l'anthropologue
- Alain Mercuel : le psychiatre
- Christophe Mileschi : l'italianiste
- Delphine Moreau : la présentatrice / la lectrice
- Jean-Luc Nancy : le philosophe
- Pap Ndiaye : l'historien
- Toni Negri : le philosophe
- Frédéric Neyrat : le sociologue
- Gérard Noiriel : l'historien
- Bertrand Ogilvie : le philosophe
- Louis-Georges Tin : le chercheur engagé
- Sophie Wahnich : l'historienne

## Projet et réalisation
Le film propose, entre autres[Quoi ?], une adaptation de l'histoire de Khady Demba issue du troisième récit de Trois femmes puissantes de Marie Ndiaye (Prix Goncourt 2009) interprétée par Marianne Denicourt[réf. nécessaire].

## Tournage
Le tournage du film a lieu en avril 2012 à Paris à la Maison des Métallos dans le (11e arrondissement), à l'École normale supérieure (ENS) dans le (5e arrondissement) et la scène finale du film se déroule rue des Tournelles à cheval entre le (3e arrondissement) et le (4e arrondissement).

## Sorties
Notre Monde sort dans les salles française le 13 mars et dans les salles suisses le 11 décembre 2013. Le film amènera Thomas Lacoste à participer dans toute la France cette même année à plus de 120 débats publics autour de Notre Monde[pertinence contestée][source insuffisante].

## Festivals et expositions
Notre Monde a fait l’ouverture du cycle documentaires des Rencontres Internationales Paris/Berlin/Madrid, au Palais de Tokyo (Paris), la clôture du festival Les Écrans documentaires d’Arcueil en 2012, a été présenté au Printemps des Laboratoires d'Aubervilliers les 18 et 19 mai 2013, le 100e débat public autour du film s'est déroulé lors du 67e Festival d'Avignon le 15 juillet 2013 et a été projeté lors de l'exposition The Happy Show à La Gaîté Lyrique (Paris) dans le cadre du cycle Happiness is a Warm Gun le 14 janvier 2014.

## Critique
Sur AlloCiné, la note globale chez les spectateurs est de 3,5/5 et du côté de la presse la note globale est de 3,4/5, Les Inrockuptibles évoquent notamment  « un projet cinématographique sortant de l'ordinaire. Faire dialoguer en un même lieu autant de paroles diverses est déjà une rareté en soi. Mais filmer ces idées et ces discours en les incarnant et faire advenir à l'écran leur complexité, leur cheminement, leur limpidité, leur utilité, c'est un spectacle extraordinaire ».
La Ligue des droits de l'Homme l'accueille comme « le film de l'année ».